# Eileen Rönnlund Holmgren
Eileen Rönnlund Holmgren, född 16 december 1947, är en svensk socionom som 1987 introducerade Uppsalamodellen, en metod för att arbeta med ekonomiskt bistånd inom socialtjänsten. I slutet av 1990-talet tillämpades Uppsalamodellen, eller varianter av den, i nästan 40 procent av svenska kommuner. Rönnlund Holmgren har beskrivit metoden i sin bok Socialt arbete - att se möjligheter (1992). Hon har varit politiskt aktiv socialdemokrat och växte själv upp under små omständigheter. Hennes självbiografi kom ut 2012.